# La Garda d'Ate
La Gàrda d'Ate (en francès Lagarde-d'Apt) és un municipi francès situat al departament de la Valclusa i a la regió de Provença – Alps – Costa Blava.

## Demografia
| 1962                                       | 1968 | 1975 | 1982 | 1990 | 1999 | 2006 | 2012 |
| ------------------------------------------ | ---- | ---- | ---- | ---- | ---- | ---- | ---- |
| 27                                         | 37   | 40   | 40   | 33   | 26   | 36   | 35   |
| Des de 1962: població sense dobles comptes |      |      |      |      |      |      |      |

## Administració
| Període | Identitat       | Partit    |
| ------- | --------------- | --------- |
| 2001-   | Elisabeth Murat | Les Verts |